# العجمان

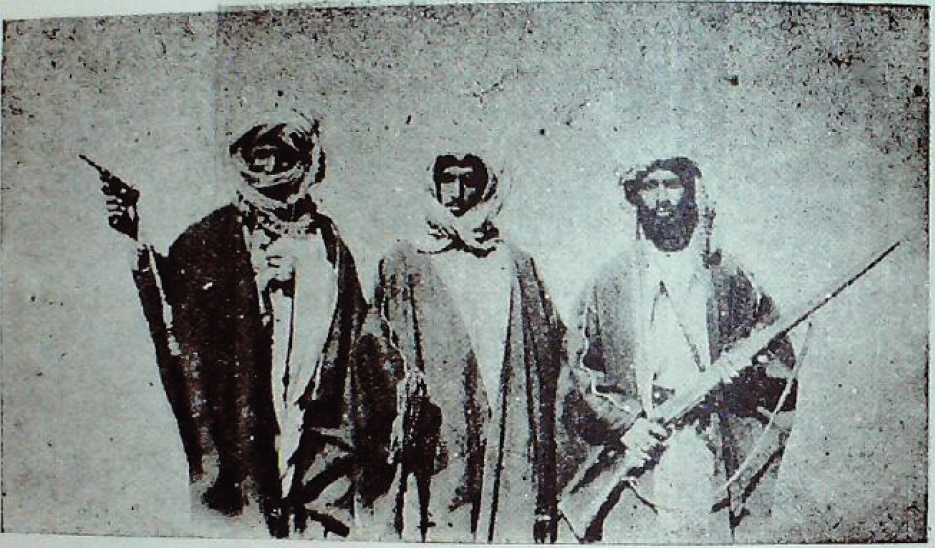
ضيدان بن حثلين في وسط الصورة من كبار شيوخ قبيلة العجمان وفرسانهم

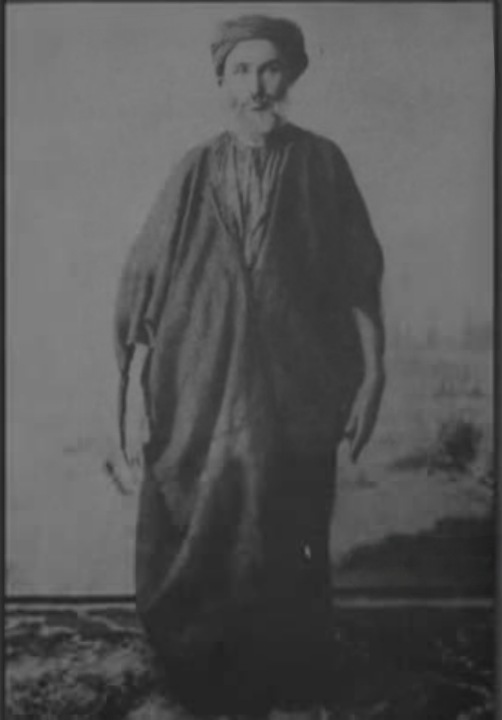
راكان بن حثلين من أكبر وأبرز شيوخ قبيلة العجمان وأشهرهم

العجمان قبيلة عربية من قبائل شبه الجزيرة العربية وتعتبر إحدى أهم القبائل البدوية على ساحل الخليج العربي. تنتسب إلى قبائل يام من همدان. نزحت القبيلة من نجران إلى جنوب نجد في زمن الإمام تركي الذي أنزلهم الأحساء أرض بني خالد. يتوزع أفراد القبيلة اليوم في السعودية والكويت وقطر وبر فارس ويسمى المنتسب إليهم عجمي بإسكان الجيم، والجمع عجمان. تعدّ قبيلة العجمان من أهم قبائل المملكة اليوم وخاصة في شرق المملكة السعودية.

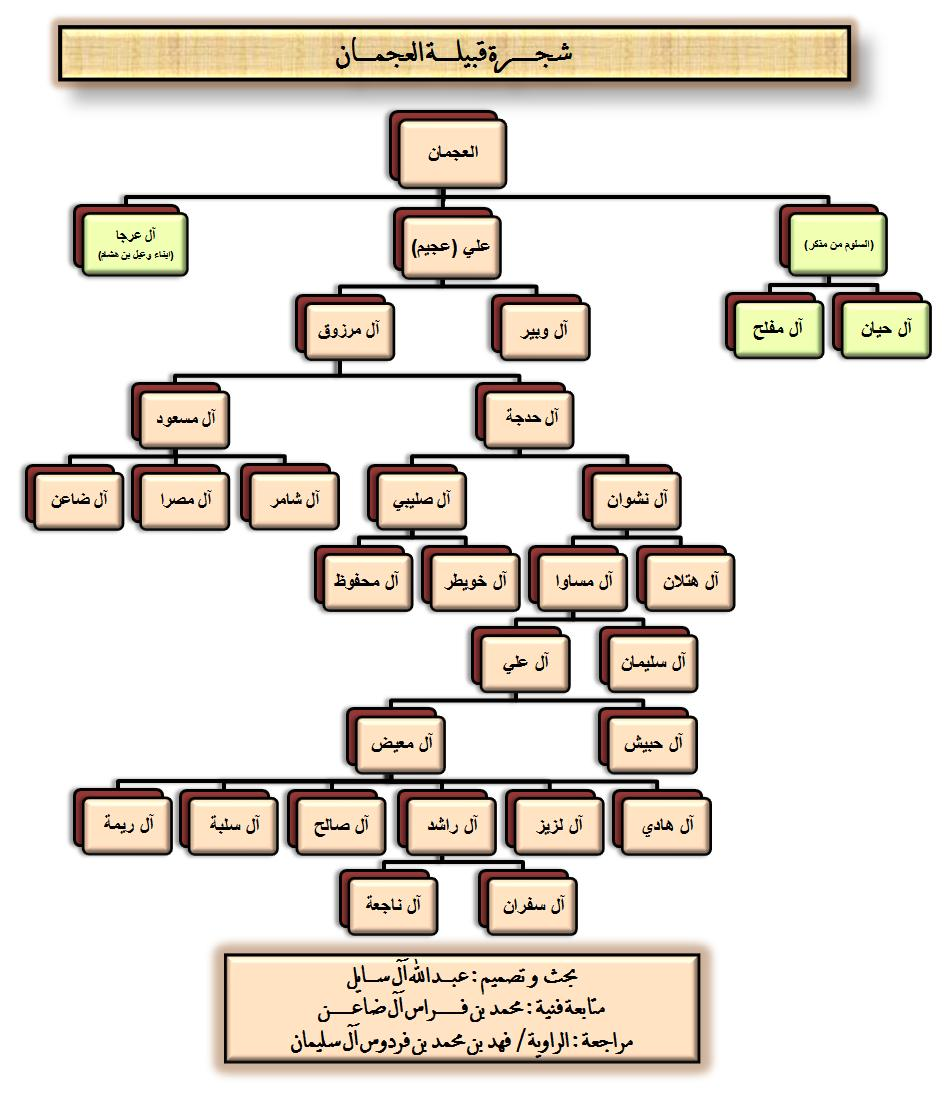
شجرة قبيلة العجمان

## النسب

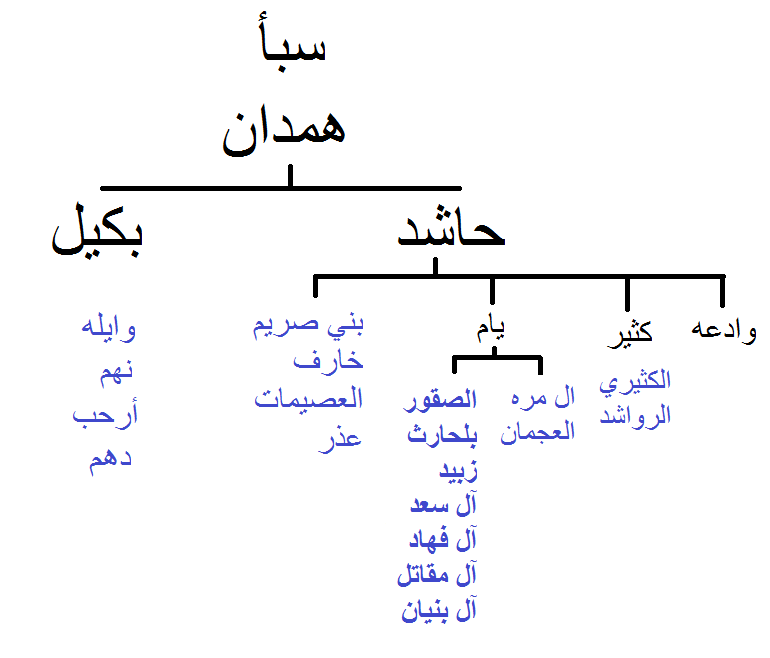
شجرة قبائل همدان

ينسب العجمان إلى (قبيلة يام) من (همدان)، وهمدان ينتهي نسبه إلى سبأ. وهم أولاد علي ( الملقب بعجيم) بن هشام بن الغز بن مذكر «مذكور» بن يام بن اصبا بن دافع بن مالك بن جشم بن حاشد بن جشم بن جنوان بن نوف بن همدان بن مالك بن زيد بن أوثلة بن ربيعة بن الخيار بن مالك بن زيد بن كهلان بن سبأ.

## أصل التسمية
تنحدر قبيلة العجمان من علي بن هشام وهو الملقب بعجيم وقيل عن سبب ذلك كان يعجم في لهجته بسبب عقدة لسانه. أما المؤرخ الأردني راشد بن حمدان الاحيوي، فيفض هذا القول بقوله: هذا قول مردود وتخريج ساذج للقب العجمان إذا لو صح ذلك لكانت النسبة إلى جد العجمان عجمي ـ بفتح العين والجيم ـ أو أعجمي والجمع عجم أو أعجام وعندي أن لذلك تفسيراً آخر أن العجمان إنما لقبوا بهذا اللقب لعزتهم ومراسهم الطويل في القتال والحروب. قال ابن منظور: العجمي من الرجال المميز العاقل، وعجمته الأمور دربته. ورجل صلب المعجم. وللعجمان بطون كثيرة هي:
آل وبير بن عجيم، آل ناجعة من آل راشد بن معيظ ومنهم بيت أمارة العجمان آل حثلين سلالة الأمير مانع بن حثلين. آل سفران من آل راشد بن معيظ وأمراءهم آل منيخر. آل هادي بن معيظ وأمراؤهم المتلقم. آل صالح بن معيظ وأميرهم ابن طفلان. آل ريمة بن معيظ. آل لزيز بن معيظ. آل سلبـة بن معيظ. آل محفوظ بن حدجه بن مرزوق بن علي وأمراءهم آل مكراد. آل حبيش بن على بن كدادة بن مساوا بن نشوان بن حدجة بن مرزوق بن عجيم. آل سليمان بن مساوا بن نشوان بن حدجه بن مرزوق بن عجيم، وأمراؤهم آل عصيدان وآل حجرف آل ضاعن بن مسعود بن مرزوق بن عجيم، وأمراؤهم آل جمعة والدامر. آل مصرا بن مسعود بن مرزوق بن عجيم وأمراءهم آل وذين. آل شامر بن مسعود بن مرزوق بن عجيم، ومنهم آل خرصان شيوخ آل شايقه، وابن زنيفر شيخ آل مخلص وابن حشوة من شيوخ ال خضير آل خويطر بن حدجه بن مرزوق بن عجيم. آل هتلان بن نشوان بن حدجه بن مرزوق، وأميرهم ابن سعدى. آل مفلح وأمرائهم (آل دبلان) وهم آل ناشره، آل غدير، آل حمير، آل شحيمان، الشواوله (وأميرهم لمعان بن براك بن مفلح) آل العرجاء وهم أبناء محمد بن سليمان بن وعيل بن هشام.

## منازل قبيلة العجمان
سكنهم في نجران ثم انتقالهم إلى نجد فالأحساء جاء في ذكر المناطق التي كانت تسكنها قبيلة العجمان أنهم كانوا في أول الأمر يسكنون مع أصل قبيلتهم يام في الجنوب في نجران. ثم نزحوا إلى نجد في شرق الجزيرة العربية مثلهم كمثل قبائل كثيرة ترحل من مكان إلى آخر لأمور كانت تفرضها البيئة من حولهم. وأن نزوح قبيلة العجمان على أرجح الأقوال في نهاية القرن الثاني عشر الهجري في عام 1130 هـ.
ولا يمنع ذلك أن بعضاً من القبيلة قد نزح قبل القرن الثاني عشر، كما أشار إلى ذلك ابن بسام عن نزوح جماعة من العجمان، وتخلف مطية محمد بن على بن حدجة في عنيزة، وأقام عند بني خالد وصار راعيًا عندهم... ورزق بأربعة أبناء، وصار في غير وقت العمل دائم الجلوس عند باب بيته فلقبوه أبا الحصين ـ فأقام عندهم حتى خرج منهم بأولاده واشترى بلدة الرس من آل صقية من الوهبة من بني غنيم ـ وكان ذلك في عام 970 هـ
ويذكر (سادلير) بأن العجمان رحلوا إلى جهات الأحساء في آخر القرن الثاني عشر الهجري وقد كانت مساكنهم قبل ذلك مع أبناء عمومتهم يام في نجران ثم زحفوا إلى نجد في حدود عام 1130هـ، ثم قامت الحرب بينهم وبين الأميرين محمد وماجد آل عريعر في معركة ـ مناخ الرضيمة ـ عام 1238هـ، والتي انتهت بنصر العجمان وحلفائهم فبسطوا نفوذهم على الأحساء منذ ذلك التاريخ. وأزاحوا سكانها من البادية إلا من رضخ لسيطرتهم، وانتشروا فيها، واستقرت قبيلة العجمان في وسطها لسيطرتهم، ونزلت قبيلة آل مرة في ناحيتها الجنوبية في أطراف الرمال وفيما بين الأحساء وشبه جزيرة قطر.
وحلّت بطون من بني هاجر بجوار قبيلة العجمان من الجنوب وأطراف وادي المياه ـ الستار قديماً ـ وعين دار وامتدت بطون منها إلى شبه جزيرة قطر.
استقرار العجمان في مناطق مختلفة: وأما عن الأماكن التي نزلوا فيها فقد ذكر ـ لوريمر ـ في كتابه الذي انتهى من تأليفه في حوالي عام 1907 ـ 1908>> دليل الخليج <<أن المقر الرئيسي للقبيلة في سنجق الأحساء حيث تعدّ مناطق ألطف والجوف والبياض حتى جنوب ميناء العقير كأجزاء من أراضي العجمان كما يسكن العجمان أيضا الأجزاء الشمالية من الجافورة ويجدون عادة في الخرمة وبخاصة عند الزرنوفة مقرهم الشتوي، وفي بعض أجزاء الصمان... تلك هي الحدود الطبيعية للقبيلة، كما أنهم كانوا يتجولون في أنحاء المنطقة حتى مدينة الكويت في الشمال وقد استقر بعض العجمان منذ أواسط القرن التاسع عشر الميلادي في مدينة الكويت.
ويستقر نصف قبيلة العجمان اليوم في المملكة العربية السعودية في الوادي الذي يحمل اسمهم غرب الاحساء وكان قديماً يسمى ـ الستار ـ ولهم فيه قرى مأهولة عديدة منها: الصرار، وحنيذ، وجودة، وعريعرة، ومتالع، وأم ربيعة، ونطاع، وغنوا، والزعين، والصحاف، ومليجة، والكهفة، وأم سديرة، والقليب، والونان.
وهذه القرى تمتد من جودة جنوبًا إلى النعيرية شمالاً وفيها عيون جارية وكثيرة من أشجار النخيل. أما النصف الثاني لهذه القبيلة فيقيم في الكويت وبصفة خاصة في الجهراء، والأحمدي، والفحيحيل، والصباحية، والرقة، وخيطان.

## بر فارس
نزحت جماعة من العجمان من فخذ «آل سليمان» من الاحساء إلى بر فارس يقال لهم «المرازيق» أو «آل مرزوق» واستوطنوا قرية «كافرخون» أو كافرغان.
وبعدها انتقلوا إلى قرية «مقوه» في عام 1169م.
ولهم إماراتٌ كانوا يحكمونها آنذاك:
- إمارة مغوه وهي مسقط رأس العجمان في بر فارس أو جنوب إيران الحالية
- إمارة المسيلة كانت مشتركة بين المرازيق والعبادلة
- إمارة بندر بستانة مشتركة بين المرازيق والقواسم.

وأول زعيم أو رئيس تزعم جماعة آل مرزوق آنذاك هو الشيخ راشد بن مطر المرزوقي. وكان عددهم حسب آخر إحصائية 6000 نسمة. ومذهبهم سني «حنابل».
ومن أشهر زعماء قبيلة العجمان في بر فارس:
- الشيخ سلطان بن أحمد المرزوقي
- الشيخ راشد بن مطر المرزوقي